# 沃爾夫斯貝格科格爾山

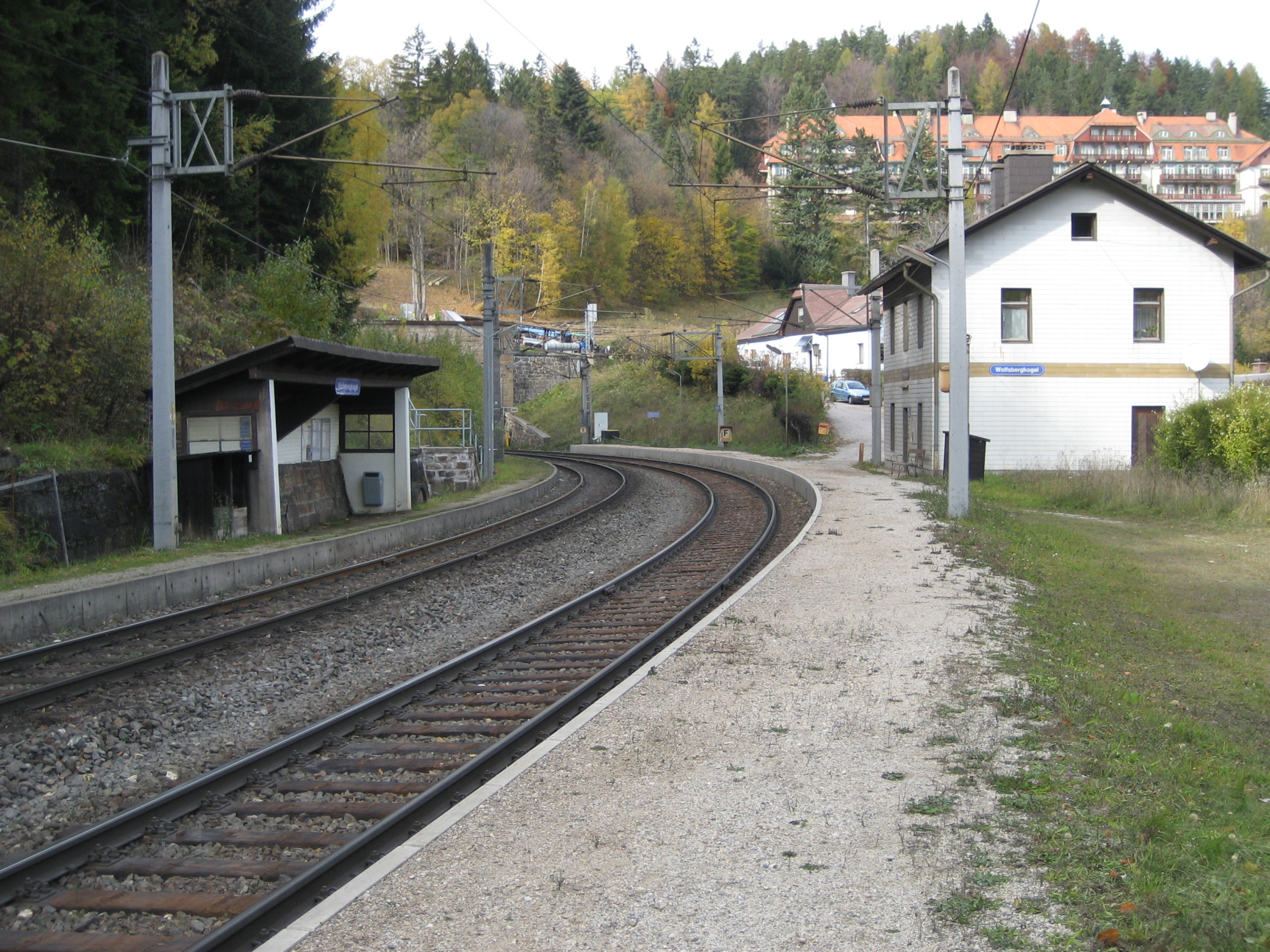

47°39′08″N 15°49′27″E / 47.6523°N 15.8243°E
沃爾夫斯貝格科格爾山（德語：Wolfsbergkogel），是奧地利的山峰，位於該國東北部，由下奧地利州負責管轄，處於塞默靈境內，該山峰海拔高度為961米。